# Cipher Pol
El Cipher Pol (サイファーポール, Saifāru pōru?) es una serie de agencias ficticias del manga One Piece, creado por Eiichiro Oda, al cargo del Gobierno Mundial. Las Cipher Pol, también acortadas por las siglas "CP", están numeradas del 1-8; sin embargo, existen dos agencias en el más alto secreto identificadas por los números 9 y 0. “Cipher” es una forma de decir número y “Pol” un diminutivo de policía (al igual que Interpol).
Los miembros de la organización usan trajes negros como uniforme, a excepción de los miembros del CP0, que usan trajes blancos.

## CP0
El CP0 (シーピーゼロ Shī Pī Zero?) cuyo nombre completo es CP-AIGIS 0 (CPの守護0 Shī Pī no Aigisu0?) es la sección de inteligencia más secreta y poderosa de los Cipher Pol, trabjando directamente para los Nobles Mundiales. Apareció por primera vez en Dressrosa, donde fueron enviados por la repentina renuncia de Donquixote Doflamingo del puesto de Guerrero del Mar. Al llegar tranquilizaron a la población diciéndoles que todo se trataba un engaño del propio Doflamingo y que siguieran pacíficamente con sus vidas sin revelar dicha información a ningún foráneo de la isla.
- Rob Lucci:[3] Apareció por primera como un carpintero de Galley-La Company que no hablaba, y lo hacía por medio de su paloma Hattori haciendo ventriloquía. Pero más tarde se reveló que era un agente del CP9 encubierto en la compañía para espiar a Iceburg, antiguo aprendiz de Tom, para encontrar los planos del Arma Ancestral Plutón. Algo que le caracteriza es que siempre lleva puesto un sombrero de copa. Comió la Fruta Gato Gato: Modelo Leopardo, pudiendo convertirse en uno o en una forma híbrida del animal y su aspecto humano.
En Enies Lobby, Luffy se enfrentó a él para poder rescatar a Robin, y tuvieron una pelea muy larga e intensa, pues Lucci tenía una excelente técnica y velocidad, hasta que Luffy activó su nueva técnica, el Gear Third. Continuaron luchando, aunque Lucci pudo haberle matado en varios momentos, hasta que Luffy utiliza todas sus fuerzas, arrinconando a Lucci en una pared y siguió golpeándolo hasta destruir una de las torres principales de Enies Lobby, con lo cual, por fin pudo derrotarlo.
En la historia de portadas del manga "El Informe Independiente del CP9", Lucci, inconsciente, fue rescatado por Blueno, y junto al resto de sus compañeros se marcharon de Enies Lobby hasta llegar a St. Poplar, donde trabajaron para pagar servicios médicos parara Lucci. Una vez recuperado, Lucci agradeció al médico que le atendiera, siendo la primera vez en su vida que daba la gracias a alguien. Posteriormente, la ciudad fue atacada por los Piratas Candy, y los miembros del CP9 se enfrentaron a ellos, venciéndoles. Sin embargo, Lucci se excedió pisando la cabeza del capitán hasta romperle el cráneo. Los Marines, liderados por Very Good, llegaron para capturarles, pero Lucci y sus compañeros les vencieron.
Tras el salto temporal, Rob Lucci pasó a formar parte del CP0, y junto a Spandam estuvo en Dressrosa, comunicando a Kaku mediante un Den Den Mushi sobre la desaparición de todas las armas, papeles o cualquier resto de contrabando en el puerto subterráneo; lo que les llevó a sospechar del Ejército Revolucionario. Durante el Levely, él y sus compañeros del CP0 defendieron a San Carlos cuando querían atacarle por intentar secuestrar a Shirahoshi.
  - Hattori:[4] Es la paloma mascota de Rob Lucci. Su dueño la usaba para hablar mediante ventriloquía cuando trabajó en Galley-La Company para que no lo vincularan con el Gobierno. Es una paloma blanca que siempre usa una corbata, puede entender lo que dicen los humanos y además curiosamente toma licor y fuma. En Galley-La Company usaba una corbata roja, pero cuando los CP9 dejaron de trabajar como carpinteros, cambia su corbata roja a una negra y comienza a llevar un pequeño abrigo. Tras el salto temporal, cuando Lucci pasó a formar parte del CP0, Hattori usa una corbata blanca y un sombrero de copa blanco como su dueño.
- Spandam:[5] En su día fue el líder del CP5 en su misión de recuperar los planos del Arma Ancestral Plutón de mano del legendario carpintero de Water 7, Tom. Cuando se llevó arrestado a Tom, fue golpeado enla cara por uno de los aprendices del carpintero, Cutty Flam (Franky).
Años más tarde fue ascendido a jefe del CP9, heredado de su padre Spandine. Spandam se distingue por usar siempre una careta y tener algunos dientes falsos, producto de haber sido golpeado por Cutty Flam, razón por la que le tiene rencor. Se distingue por que también sufre de mucha mala suerte ocasionando que sufra graves heridas por accidentes que él mismo provoca. A pesar de liderar el CP9, Spandam es el miembro más débil, pero tiene a su disposición a Funkfreed, su espada con el poder de la Fruta Elefante Elefante, aparte de su dotes como estratega. Aparte de todo esto, es el más cruel y arrogante de los CP9 y, a pesar de no ser muy fuerte, tortura mental y a veces fisícamente a los enemigos del Gobierno. Nunca admite los errores que comete y pone excusas para defenderse como cuando proclamó la Buster Call para destruir Enies Lobby. Spandam fue el último miembro del CP9 en quedar en pie, y estaba dispuesto a derribar el Going Merry, pero Nico Robin cobra venganza por las torturas que pasó con él usando sus técnicas para crear brazos y rompiéndole la columna.
Después reaparece en la historia de portadas del manga "El Informe Independiente del CP9", donde se le ve completamente escayolado y vendado de pies a cabeza en una cama, se ve que mandó perseguir al resto de miembros del CP9, pues los culpa de la derrota en Enies Lobby.
Tras el salto temporal, Spandam pasó a formar parte del CP0, y junto a Rob Lucci fue a Dressrosa para investigar las armas de contrabando en el puerto subterráneo.
  - Funkfreed:[6] Es la espada de Spandam, la cual "comió" la Fruta Elefante Elefante, pudiendo convertirse en un elefante, o en un híbrido de espada y elefante. Gracias a que es una espada que puede luchar por sí sola, es la única técnica ofensiva que Spandam posee.
- Kaku:[7] Se caracteriza por su larga nariz cuadrada y por terminar sus frase con "jar". Debutó como carpintero encubierto en la Galley-La Company para vigilar a Iceburg, uno de los aprendices del legendario carpintero, Tom. Le llaman "Yamakaze" (Viento de la montaña), ya que se desplazaba de un lado a otro de Water 7 dando grandes saltos como si volase. Él se encargó de revisar el Going Merry, comunicando que la quilla estaba destrozada, y por lo cual no podrían seguir navegando con él. Tras revelar su tapadera y llevar a Nico Robin y a Franky a Enies Lobby, Spandam le otorgó una Fruta del Diablo como premio, la cual resultó ser la Fruta Vaca Vaca: Modelo Jirafa, pudiendo transformarse en una, o en una forma híbrida del animal y su aspecto humano. Es el mejor espadachín dentro del grupo, y se enfrentó a Roronoa Zoro, el cual le venció. Una vez derrotado, Zoro le entrega el mensaje de parte de Paulie de la Galley-La Company: "Estás despedido". Kaku se entristeció por el mensaje y admitió su derrota, pidió disculpas a Paulie, ya que él realmente disfrutó su trabajo como carpintero y finalmente le dio la llave que tenía a Zoro.
En la historia de portadas del manga "El Informe Independiente del CP9", huye de las ruinas de Enies Lobby junto al resto de sus compañeros, y en St. Poplar trabaja como tobogán para los niños en su forma de jirafa para poder pagar los gastos médicos de Rob Lucci.
Tras el salto temporal, Kaku pasó a formar parte del CP0. Durante el Levely, él y sus compañeros del CP0 defendieron a San Carlos cuando querían atacarle por intentar secuestrar a Shirahoshi.
- Jabra:[8] Comió la Fruta del Diablo Perro Perro: Modelo Lobo, lo que le permite transformarse en un en lobo y en un hombre-lobo a voluntad. Jabra resulta ser el rival de Lucci (perro y gato), aunque Lucci no muestra mucho interés en esta competencia, seguramente por la gran diferencia de fuerza. Sin embargo, Jabra es extremadamente competitivo, y se enfadó mucho al descubrir que no solo Lucci, sino Kaku también era más fuerte que él cuando Fukuro midió sus fuerzas.
Pierde los estribos con facilidad, esto, combinado con su ingenuidad (pensaba que las Frutas del Diablo realmente tenían demonios dentro de ellas) y sus intentos de evitar que Kaku sea más fuerte que él, lo hace un personaje cómico, lo que hace más sorprendente el hecho de que sea el miembro del CP9 más racional. Además, usa mentiras para atacar a sus oponentes. Su habitación en Enies Lobby está decorada como un jardín. Jabra primero tuvo una breve pelea contra Usopp, al cual derrotó muy fácilmente. Sin embargo, Usopp es salvado por Sanji, convirtiéndose en su nuevo oponente, finalmente saliendo Sanji victorioso.
En la historia de portadas del manga "El Informe Independiente del CP9", huye de las ruinas de Enies Lobby junto al resto de sus compañeros, y en St. Poplar trabaja haciendo un espectáculo callejero saltando un aro de fuego en su forma de lobo para poder pagar los gastos médicos de Rob Lucci.
- Kalifa:[9] Aparece por primera vez como la secretaria de Iceburg en la Galley-La Company, es una mujer extremadamente hermosa y fuerte y el único miembro femenino del CP9. Ella siempre les daba a los que insultaban a Iceburg varias y poderosas patadas. Sin embargo, esto no era más que una tapadera para espiarle y lograr hallar el paradero de los planos de Plutón. Kalifa es una feminista acérrima y cualquier ofensa de sus superiores la toma como "acoso sexual". Tras revelar su tapadera y llevar a Nico Robin y a Franky a Enies Lobby, Spandam le otorgó una Fruta del Diablo como premio, la cual resultó ser la Fruta Jabón Jabón, pudiendo producir jabón y lanzar burbujas que no solo limpian toda la suciedad, sino que también limpian la fuerza. Kalifa peleó contra Sanji, derrotándolo fácilmente por la política de este de no pegarle a una mujer, y finalmente fue derrotada por Nami cuando ella usó su ataque "Thunder Lance Tempo".
En la historia de portadas del manga "El Informe Independiente del CP9", huye de las ruinas de Enies Lobby junto al resto de sus compañeros, y en St. Poplar trabaja limpiando tejados gracias al poder de su fruta para poder pagar los gastos médicos de Rob Lucci.
- Kumadori:[10] Tiene el aspecto de es un actor kabuki y siempre habla de forma poética, por decirlo de algún modo. Intenta suicidarse en varias ocasiones haciéndose seppuku, sin embargo usa sus poderes (Tekkai) para evitar que esto suceda y da gracias a su difunta madre por salvarle una vez más la vida, aunque Oda revela que su madre se encuentra con vida (la primera vez que hace esto es para asumir toda la responsabilidad del fracaso de la misión que le encomendaron a él, Jabra y Fukurou). Suele decir "Yoiyoi" antes de empezar sus diálogos. Kumadori usa su largo cabello para agarrar y atacar con él a sus enemigos, también posee un bastón que utiliza en las peleas. Es el miembro del CP9 más alto y grande, su especialidad es el Shigan y también es capaz de realizarlo con su bastón e incluso con su cabello. También es especialista en el Semei Kikan, y sólo Rucci y él mostraron variaciones del movimiento.
Kumadori luchó primero contra Nami, pero ésta no fue rival para él. Luego, Nami fue salvada por Tony Tony Chopper, y él se convirtió en su nuevo adversario. Chopper tenía dificultades contra él, pues este era un Sennin ("maestro", en este caso del Rokushiki) pero Chopper le encerró en un refrigerador y lo detuvo momentáneamente. Sin embargo, Kumadori logró liberarse y de nuevo enfrentó a Chopper (no sin antes tener una pícara conversación acerca de la técnica Semei Kikan), Chopper se vio en la necesidad de usar una segunda Rumble Ball, pero el efecto fue adverso, pues Chopper no pudo controlar sus transformaciones. Aun así, Chopper logró transformarse en Arm Point y logró darle a Kumadori su técnica más poderosa: Kokutei Rosseo Metel y logró herirlo pese a que este activó el Tekkai Gou. A pesar de eso, Kumadori seguía en pie y encerró a Chopper con sus cabellos y estuvo a punto de matarlo. Chopper entontonces decidió tomar una tercera Rumble Ball que le convirtió en Monster Point (una versión enorme y monstruosa de Chopper). Kuamdori no se rindió e intentó derrotarlo, pero la devastadora fuerza de Chopper acabó por derrotarlo y al final (convertido en monstruo) lo arrojó fuera de la torre principal.
En la historia de portadas del manga "El Informe Independiente del CP9", huye de las ruinas de Enies Lobby junto al resto de sus compañeros, y en St. Poplar trabaja haciendo interpretaciones para poder pagar los gastos médicos de Rob Lucci.
- Fukurou:[11] Su nombre significa “búho”. Se caracteriza por llevar una cremallera en su boca, ya que es incapaz de mantener los secretos y se los cuenta a todo el mundo (por su culpa, él, Kumadori y Jabra se vieron en la necesidad de matar a 23 personas en una misión hecha para los tres, cuando la idea original era haber matado a 3 personas). Además se caracteriza por exclamar "Chapapa" en sus diálogos.
Su habilidad para medir el Douriki (camino a la fuerza) se llama "Rokushiki Ryuugi Teawase" (prueba del estilo de las seis técnicas) y da un valor numérico a las cualidades atléticas de los miembros del CP9. Para realizar esta técnica, Fukurou usa el Tekkai y después se arroja sobre todos los miembros del CP9 para que estos lo golpeen. Dependiendo de la fuerza con que lo golpean, da el resultado final. Basándose en que un marine armado tiene 10 Douriki, produce el siguiente resultado: Lucci con 4000; Kaku con 2200; Jabra con 2180; Blueno con 820; Kumadori con 810; Fukurou con 800; Kalifa con 630; Spandam con 9.
Fukurou exclama ser un maestro de la técnica Soru, y es el primer miembro de CP9 en mostrar alguna variación de este movimiento. A pesar de su obesa apariencia, es uno de los miembros más rápidos del CP9.
En Enies Lobby, Franky se encuentra a Fukurou y los dos empiezan a pelear. Al principio Fukurou tenía ventaja sobre Franky, ya que este no tenía reserva de cola en su refrigerador. Finalmente Franky (con ayuda de Chopper, que le lanzó sus colas mientras peleaba contra Kumadori) lo derrota con su técnica "Coup De Vent", convirtiéndose en el tercer miembro en caer.
En la historia de portadas del manga "El Informe Independiente del CP9", huye de las ruinas de Enies Lobby junto al resto de sus compañeros, y en St. Poplar trabaja cobrando la entrada para que los niños se deslicen por el cuello de Kaku (transformado en jirafa) para poder pagar los gastos médicos de Rob Lucci.
- Blueno:[12] La especialidad de Blueno es el Tenkkai y fue el primer miembro en mostrar alguna variación del movimiento, e incluso es capaz de usarlo como ataque. Sin embargo, esto no le bastó para soportar el poder del gear second de Luffy, y fue derrotado por un poderoso y rápido Gomu Gomu no Jet Bazooka, a pesar de haber activado su Tekkai "Gou". Blueno parecía haber soportado el doble golpe de Luffy y este se disponía a atacarlo con el Gear Third, pero antes de activarlo, Blueno cayó derrotado. Una vez Luffy activara el Gear Second, Blueno fue incapaz de darle un golpe a Luffy.
En la historia de portadas del manga "El Informe Independiente del CP9", huye de las ruinas de Enies Lobby junto al resto de sus compañeros, y en St. Poplar trabaja presentando el espectáculo callejero de Jabra para poder pagar los gastos médicos de Rob Lucci.
- Stussy:[13] Apareció por primera vez en Whole Cake para asistir como invitada a la Fiesta del Té de Big Mom, siendo una de los Emperadores del Inframundo (y la única miembro femenina del grupo), donde es conocida como la "Reina del Distrito del Placer". Posteriormente, reveló ser un miembro del CP0. Durante el Levely, ella y sus compañeros del CP0 defendieron a San Carlos cuando querían atacarle por intentar secuestrar a Shirahoshi.

## CP7
- Wanze:[14] Agente secreto apodado "guerrero culinario". Estaba en el cuarto vagón del Puffing Tom, el vagón de cocina. Utiliza el kárate de ramen (kung fu de los fideos)para combatir, un arte marcial que consiste en utilizar ramen a modo de arma, el cual puede producir el mismo introduciendo harina en su boca y luego expulsándolo a través de su nariz. Fue derrotado por Sanji.

## CP6
- Jerry:[15] Agente secreto que estaba en el Puffing Tom en el vagón número siete (vagón de cola). Es un hombre muy alto, que apenas entraba en el tren, teniendo que estar agachado con la espalda apoyada en el techo. Viene de la Isla del Kárate en el South Blue y dice ser el campeón de boxeo, pero fue derrotado muy fácilmente por Sanji.

## CP9
Estatus desconocido
- Nero:[16] Apodado "la comadreja marítima", era un aspirante a formar parte del CP9. A diferencia del resto de miembros solo domina 4 de las 6 técnicas del "Rokushiki", el "Yonshiki". Para cubrir las técnicas que le faltan, que son el Tekkai y Shigan, hace uso de un par de pistolas. Fue derrotado por Franky en su primera misión, la de escoltar al CP9 y a sus prisioneros a bordo del Puffing Tom rumbo a Enies Lobby. Su pelea con Franky en el techo del Puffing Tom finalizó con éstos cayendo en el vagón donde se encontraban los otros miembros de CP9. Furioso, exclamó que él acabaría con Franky, pero Lucci le detuvo, ya que tenían órdenes de llevar a Franky con vida a Enies Lobby. Lucci, ya harto de su incompetencia, se deshizo de Nero con un Shigan utilizando los 5 dedos, le expulsó del CP9 y acto seguido lo tiró fuera del Puffing Tom, cayendo este al mar en medio del Aqua Laguna, siendo el primer miembro del CP9 en caer. Se desconoce si Nero sigue con vida.

Antiguos miembros
- Spandam: Fue el líder del CP9 antes del salto temporal. Actualmente es miembro del CP0.
- Rob Lucci, Kaku, Kalifa, Blueno, Jabra, Kumadori, y Fukurou: Fueron miembros del CP9 antes del salto temporal, siendo quienes se enfrentaron a los Piratas de Sombrero de Paja cuando asaltaron Enies Lobby. Actualmente todos ellos son miembros del CP0.
- Spandine:[17] Padre de Spandam, y líder del CP9 en el pasado. Tiempo atrás formó parte de la Buster Call que destruyó Ohara, el hogar de Nico Robin. En la historia de portadas del manga "El Informe Independiente del CP9" se le ve junto a su hijo, pendiente de él mientras está vendado en el hospital.
- Laskey: Padre de Kalifa. En el pasado formó parte del CP9 junto a Spandine, y formó parte de la Buster Call que destruyó Ohara.
- Who's-Who: Años atrás fue un miembro del CP9, siendo el encargado de transportar la Fruta Goma Goma en un barco de la organización, hasta que fueron asaltados por los Piratas del Pelirrojo.